# Sender Olympiastadion
Der Sender Olympiastadion war ein 1951 errichteter und im Juli 2005 demontierter abgespannter Sendemast für Mobilfunk, UKW-Rundfunk sowie terrestrisches Fernsehen auf dem Olympiagelände Berlin. 
Der in Stahlfachwerkbauweise ausgeführte Sendemast hatte eine Höhe von 180,7 m und einen quadratischen Querschnitt von zwei Metern mal zwei Metern. Die Demontage im Juli 2005 mittels Hubschrauber und Spezialkran war nötig geworden, weil der Mast keine Funktion mehr hatte, allerdings kostspieligen Wartungsaufwand erforderte.

## Hörfunk
Bis zum 12. Dezember 1994 wurden folgende Programme in analoger Ultrakurzwelle gesendet:
| Frequenz (MHz) | Programm          | ERP (kW) | Sendediagramm rund (ND)/ gerichtet (D) | Polarisation horizontal (H)/vertikal (V) |
| -------------- | ----------------- | -------- | -------------------------------------- | ---------------------------------------- |
| 90,2 MHz       | BBC World Service | 50       | ND                                     | H                                        |
| 98,8 MHz       | BFBS Radio 1      | 1,5      | ND                                     | H                                        |

1951–1954 auf MW,
ca. 1954–1957 auf 87,6 MHz (10 kW),
ab ca. 1956 auf 99,0 MHz,
ab ca. 1959 auf 94,3 MHz (3/6 kW),
ab ca. 1963 auf 98,75 MHz (1 kW), 
ab 1987 auf 98,8 MHz (1,5 kW)

## Fernsehen
Das BFBS-Fernsehprogramm (SSVC Television) wurde bis 1994 mit einer Sendeleistung von 200 Watt über den UHF-Kanal 41 ausgestrahlt.